# ウインズ後楽園
ウインズ後楽園（ウインズこうらくえん）は、東京都文京区後楽にある日本中央競馬会 (JRA) の場外勝馬投票券発売所 (WINS) である。

## 概要
国営競馬時代の1949年（昭和24年）4月16日に開場。20の窓口数で発売、建物も今の場所より北側に位置していた。現在の黄色いビルに移ったのが1973年。完成直後は発売フロアが限定されていたが、その2年後の1975年に別館が完工し、現在はA館（1階 - 4階）・B館（2階 - 9階）が場外馬券売場となっている。売上、広さ、入場者数日本一を誇るウインズである。またA館の6階・7階部分には大井競馬の場外馬券売場であるofft後楽園が併設されている。
1日の入場者数が最も多かったのが、1995年にマヤノトップガンが優勝した第40回有馬記念当日の319,381人であったが、現金投票が3割となっている2018年の1日あたりの利用者は平均約26,000人で、60代以上の利用者が全体の6割以上を占めている。
今後は、アンテナショップとしての利用価値を考えており、インターネット投票だけでは体験できないことを行える場として提供を検討している。

## 交通
- JR水道橋駅から徒歩約1分
- 都営地下鉄三田線・水道橋駅から徒歩約3分
- 東京メトロ丸ノ内線、南北線・後楽園駅から徒歩約4分
- 都営地下鉄大江戸線・春日駅から徒歩約6分

## 発売・払戻時間

### 開催日
- 発売

原則として9時20分から
前日発売：17時まで
金曜発売：16時 - 19時
- 払戻

原則として9時20分から

### 非開催日
- 払戻

月曜・火曜10時 - 16時 (祝日除く)
年末年始・祝日・水曜日・木曜日・金曜日は休務日

## 発売レース
全レース100円以上100円単位で発売。尚、階によって発売単位が異なる場合があるので注意。

## エクセルフロア
2006年9月9日に館内のB館8階・9階に、全席有料指定席のエクセルフロアが新しく設けられた。8階フロアは「スタンダードタイプ」、9階フロアは「ハイグレードタイプ」に設定されており、それぞれ利用料金や設備が異なる。
B館2階「葵口出入り口（宝くじ売り場の横にある出入り口）奥」にて、7時30分より整理券を配布する。全席先着順で、8時30分よりA館2階利用券発売所にて利用券を発売する。また、全席とも利用時間は最終競走の発走時刻の20分後までとなっている。
エクセルフロアは全席禁煙（煙が外に出ない、完全分煙タイプの喫煙ルームあり）。
- 8階エクセルフロア（スタンダードタイプ）
  - 座席数 - 309席（他に車椅子用スペースが2席有り）
  - 指定席料金 - 1,500円
  - 窓口 - 発売払戻兼用機12台、UMACA入出金機2台、UMACA投票機6台、受付窓口1窓
  - 備考 - 各席に13インチモニタを設置し、自席にてレース観戦やオッズ取得が可能となっている。また各席には、モバイル機器充電やパソコンなどが充電可能なコンセントが整備されている。

- 9階エクセルフロア（ハイグレードタイプ）
  - 座席数 - 60席
  - 指定席料金 - 5,000円
  - 窓口 - 発売払戻兼用機3台、有人発売窓口2窓
  - 備考 - ビュッフェスタイルの食事付き（ランチタイムは11時〜13時30分、軽食は終日食べ放題）、ソフトドリンクは無料飲み放題（アルコールは有料で、飲み放題は無し）。インターネット完備、革張りのリクライニングシート、各席モニタ設置。

## その他
- 東京大賞典などの一部のダートグレート競走時や年末開催時にはB館6階[3]（以前はA館1階[4]）で大井競馬の馬券を販売することがある。
- りそな銀行のATMが設置されている。第1出張所は、競馬開催日ではなくても稼働はしている（第2出張所は構内にあるため、開催日のみ利用可）。また入居する黄色いビルには東京ドームシティ郵便局とみずほ銀行ATMが入居している。
- B館9階エクセルフロアの利用料金は5,000円であり場外馬券売り場のエクセルとしては日本一高額である。東京優駿、有馬記念等の大レース時は利用者の中から抽選という形態をとっている。
- A館2階には無線LANコーナーが設置されており、公衆無線LANとして無料で利用可能なほか、パソコンが10台設置され、無料でインターネットを利用できる。